# Републикански път III-1301
Републикански път IIІ-1301 е третокласен път, част от Републиканската пътна мрежа на България, на територията на област Враца и област Монтана. Дължината му е 30,1 km.
Пътят се отклонява наляво при 17,6 km на Републикански път II-13 в най-източната част на град Криводол и се насочва на североизток през Западната Дунавска равнина. Минава последователно през селата Галатин, Лесура и Фурен, завива на северозапад и навлиза в Област Монтана. Тук пътят преминава през село Бели брод, завива на югозапад, пресича река Огоста и в центъра на село Лехчево се свързва с Републикански път III-101 при неговия 54,3 km.
| Пътища, отклоняващи се надясно (населено място, № на пътя, посока на пътя) | km   | Пътища, отклоняващи се наляво (посока на пътя, № на пътя, населено място) |
| -------------------------------------------------------------------------- | ---- | ------------------------------------------------------------------------- |
| Община Криводол, Област Враца, II-13, 17,6 km, гр. Криводол ←              | 0,0  | ← с. Криводол, 17,6 km, II-13, Област Враца, Община Криводол              |
| с. Галатин                                                                 | 6,4  | с. Галатин                                                                |
| (за с. Три кладенци) общински път ←                                        | 8,8  |                                                                           |
| (за с. Три кладенци) общински път, с. Лесура ←                             | 14,1 | с. Лесура                                                                 |
| с. Фурен                                                                   | 20,3 | с. Фурен                                                                  |
| Община Бойчиновци, Област Монтана                                          | 23,4 | Област Монтана, Община Бойчиновци                                         |
| с. Бели брод                                                               | 25,8 | с. Бели брод                                                              |
| (до с. Гложене) III-101, 54,3 km, с. Лехчево ←                             | 30,1 | ← с. Лехчево, 54,3 km, III-101 (от гр. Враца)                             |